# Fortaleza de Ktenia
Ktenia (en búlgaro: Ктения, griego: Κτένια) es una fortaleza romana y medieval en ruinas, situado 2,1 kilómetros al norte del pueblo de Lozarevo en el municipio de Sungurlare, Provincia de Burgas, al sureste de Bulgaria. En la Edad Media, Ktenia cambió a menudo de manos entre Bulgaria y Bizancio.
Las ruinas de la fortaleza se encuentran al noreste de la ciudad de Sungurlare, en la sección Grebenets de los montes Balcanes orientales. En los tiempos antiguos y medievales sirvió como una importante posición defensiva que guardaba el paso de Karnobat entre las montañas. Los castillos vecinos incluían Rusokastro al sureste y Aytos al este. No está claro si Ktenia es idéntica al castillo llamado Goloe, que se encontraba en la misma región, o si se trataba de fortificaciones separadas.
En 705 Ktenia pasó a formar parte del Primer Imperio búlgaro cuando el área de Zagore fue cedida a Tervel por el Imperio bizantino. Cuando el Imperio búlgaro fue restablecido a fines del siglo XII, Ktenia estuvo una vez más bajo control búlgaro hasta que fue conquistada por los bizantinos durante la rebelión de Ivailo (1277-1280). La fortaleza fue recuperada por Bulgaria después de una guerra exitosa por el emperador Teodoro Svetoslav (r. 1300-1321) en 1304. Sin embargo, fue perdida durante el período de incertidumbre tras la prematura muerte de su hijo Jorge Terter II (r. 1321–1322). Ktenia fue rápidamente recapturada por el nuevo emperador Miguel Shishman (r. 1323-1330) en 1324. Después de otra breve ocupación bizantina entre 1330 y 1332, fue nuevamente capturada por los búlgaros después de las consecuencias de la batalla de Rusokastro el 18 de julio de 1332.